# Molocine, Krasnohvardiiske
Molocine (în ucraineană Молочне) este un sat în comuna Rivne din raionul Krasnohvardiiske, Republica Autonomă Crimeea, Ucraina.

## Demografie
Componența lingvistică a localității Molocine
     Tătară crimeeană (51,31%)
     Rusă (37%)
     Ucraineană (10,47%)
     Alte limbi (0,7%)
Conform recensământului din 2001, majoritatea populației localității Molocine era vorbitoare de tătară crimeeană (51,31%), existând în minoritate și vorbitori de rusă (37%) și ucraineană (10,47%).